# Bombardeo de Nabatieh de agosto de 2024
El bombardeo de Nabatieh fue un ataque aéreo llevado a cabo el 17 de agosto de 2024, por las Fuerzas de Defensa de Israel (FDI) contra un almacén situado en la localidad de Nabatieh en el sur del Líbano, en medio de la guerra libanesa-israelí de 2024. En el ataque murieron al menos once personas y otras cuatro resultaron heridas. Todas las personas que murieron en el ataque eran refugiados sirios.

## Antecedentes
Tras de los ataques de Hamás contra distintas localidad israelíes fronterizas con la Franja de Gaza del 7 de octubre de 2023, Israel comenzó a bombardear la Franja de Gaza. En represalia, Hezbolá inició una serie de ataques con cohetes contra las Fuerzas de Defensa de Israel (FDI), en solidaridad con los palestinos, Hezbolá declaró que únicamente cesará sus ataques cuando se alcance un alto el fuego en el conflicto en curso en Gaza.

## Bombardeo
El ataque, llevado a cabo por aviones de combate de la Fuerza Aérea israelí, tuvo como objetivo un almacén de hierro en una zona industrial en el barrio de Wadi al-Kfour, en Nabatieh ubicado al sur del Líbano, que incluye varias fábricas que producen ladrillos, metal y aluminio, así como una granja lechera. El almacén también se utilizaba para albergar a refugiados sirios, que vivían en el piso superior. El almacén y los edificios cercanos quedaron destruidos como resultado del ataque.Según el Ministerio de Salud libanés, once personas murieron, entre ellas una mujer y sus dos hijos, y tres sirios, un sudanés resultaron heridos y dos sirios se encontraban en estado crítico.
Las FDI se atribuyeron la responsabilidad del bombardeo y lo justificaron afirmando que tuvo como objetivo una instalación de almacenamiento de armas de Hezbolá ubicada aproximadamente a 12 kilómetros de la frontera israelí. Sin embargo el propietario de un matadero local dijo que el sitio era principalmente industrial y civil, contradiciendo la afirmación de las FDI. Según testigos y residentes locales, las víctimas mortales eran refugiados sirios, incluidos trabajadores de fábricas que residían en viviendas cercanas. Un empleado de la instalación que perdió a seis de sus familiares, dijo que las víctimas «no tenían nada que ver con la guerra (...), vinieron aquí para ganarse la vida». En la misma línea se manifestó la Agencia de Prensa de Líbano que informó que el ataque alcanzó una «fábrica de cemento» en una zona industrial y precisó que los muertos eran refugiados y empleados sirios.
Este ataque fue uno de los más mortíferos en el Líbano hasta ese momento desde el inicio de la escalada entre Hezbolá y el ejército israelí, que comenzó el 8 de octubre de 2023 tras el inicio de la campaña de bombardeos israelí contra Gaza. La milicia libanesa declaró que cesará sus ataques sólo cuando se alcance un alto el fuego en el actual conflicto en Gaza.
Avichay Adraee, portavoz de las FDI en árabe, reiteró que el objetivo del ataque era un depósito de armas de Hezbolá y sostuvo que en el lugar había material militar. Sin embargo, los familiares de las víctimas negaron estas afirmaciones e insistieron en que no había armas en el lugar y que se trataba de una instalación puramente industrial.

## Consecuencias
Hezbolá disparó una salva de 55 cohetes contra la región israelí de la Alta Galilea en respuesta al ataque, apuntando a Ayelet HaShahar, Safed y otras comunidades cercanas. Dos soldados israelíes resultaron heridos cerca de Misgav Am, mientras que se produjeron más de diez incendios.
La Embajada de Filipinas en Beirut aconsejó a sus 11 000 ciudadanos en el Líbano que abandonaran el país tras el ataque.
Según el Observatorio Sirio para los Derechos Humanos, hasta el 6 de noviembre de 2024, 232 refugiados sirios, entre ellas 40 mujeres y 54 niños, fueron asesinados por las FDI en el Líbano desde el inicio de los hostilidades el 7 de octubre de 2023, además de resultar heridos otros 21 refugiados de dicha nacionalidad. Según denunció la organización en su página web: los refugiados sirios en Líbano, «no tienen ningún vínculo con el Hezbolá libanés, y son trabajadores y desplazados que se han visto obligados a abandonar su patria».